# マーティン・アーヴァイン
マーティン・アーヴァイン（Martyn Irvine、1985年6月6日 - ）は、アイルランドの元自転車競技選手。ロードレースとトラックレースの兼用選手として活躍した。引退後はアクア・ブルースポーツでアシスタントスポーツディレクターを務めた。

## 主な成績（トラックレース）

### オリンピック
- 2012 ロンドン
  - オムニアム　13位

### 世界選手権
- 2010 コペンハーゲン
  - 団体追抜　13位
- 2011 アペルドールン
  - オムニアム　10位
- 2012 メルボルン
  - オムニアム　7位
- 2013 ミンスク
  -  スクラッチ　優勝
  -  団体追抜　2位
- 2014 カリ
  -  スクラッチ　2位
  - ポイントレース　6位
  - 個人追抜　12位
- 2015 サン＝カンタン＝アン＝イヴリーヌ
  - スクラッチ　10位
  - オムニアム　17位

### ワールドカップ
- 2012-2013
  - グラスゴー大会
    - 個人追抜　2位
    - スクラッチ　2位
- 2013-2014
  - マンチェスター大会　ポイントレース優勝

### ヨーロッパ選手権
- 2010 プルシュクフ
  - オムニアム　9位
- 2011 アペルドールン
  - オムニアム　5位
- 2013 アペルドールン
  -  オムニアム　3位
- 2014 ベ・マオー
  - オムニアム　10位
- 2015 グレンヘン
  - 個人追抜　10位

### コモンウェルスゲームズ
- 2010 デリー
  -  団体追抜　3位

### アイルランド選手権
- 2010年
  -  1kmタイムトライアル　優勝
  -  個人追抜　優勝
- 2011年
  -  1kmタイムトライアル　優勝
  -  個人追抜　優勝
  -  スクラッチ　優勝
- 2013年
  -  個人追抜　優勝
  -  スクラッチ　優勝

## 来歴
2009年
- アイリッシュ・シー・ツアー・オブ・ザ・ノース 総合優勝

2010年
- アイルランド選手権 クリテリウム 優勝
- コモンウェルスゲームズ 団体追抜 3位

2011年
- アイルランド選手権 
  - クリテリウム 優勝
  - 1㎞タイムトライアル 優勝
  - 個人追抜 優勝
  - スクラッチ 優勝

2013年
- トラックレース世界選手権
  -  スクラッチ 優勝
  - 個人追抜 2位